# Колотницкая, Галина Николаевна
Галина Николаевна Колотницкая (укр. Галина Миколаївна Колотницька, урождённая Кощей, укр. Кощій; род. 13 января 1959, Бровары) — украинская медсестра, известная связями с бывшим ливийским лидером Муамаром Каддафи.

## Ранняя жизнь
Окончила медицинское училище в Киеве, работала медсестрой. В 1997—1998 гг. участвовала во Второй украинской антарктической экспедиции как повар.

## Ливия
В 2001 году Колотницкая переехала в Ливию. В то время Ливия была популярным местом для украинских врачей, потому что зарплата была выше, чем на Украине.
Там медсестра служила Каддафи. В раскрытой США секретной телеграмме выяснилось, что ливийское правительство направило частный самолёт, чтобы переправить её из Ливии в Португалию, чтобы встретить Каддафи во время его остановки на отдых. Однако Татьяна и её мать Ирина отрицают, что она была любовницей Каддафи.
Колотницкая покинула Ливию в разгар Гражданской войны, и 27 февраля 2011 вернулась в Киев.
Колотницкая обратилась за политическим убежищем в Норвегии в начале мая 2011 года. Норвежские власти в течение 48 часов отказали ей.
Посол США в Ливии Джин Кретц в секретной дипломатической телеграмме, опубликованной после утечки секретных материалов WikiLeaks, описал Колотницкую как «сладострастную блондинку», без которой ливийский лидер Муаммар Каддафи никогда не путешествует.